# Englische Cricket-Nationalmannschaft in Südafrika in der Saison 1930/31
Die Tour der englischen Cricket-Nationalmannschaft nach Südafrika in der Saison 1930/31 fand vom 24. Dezember 1930 bis zum 25. Februar 1931. Die internationale Cricket-Tour war Bestandteil der Internationalen Cricket-Saison 1930/31 und umfasste fünf Tests. Südafrika gewann die Serie 1–0.

## Vorgeschichte
Für beide Mannschaften war es die erste Tour der Saison.
Das letzte Aufeinandertreffen der beiden Mannschaften bei einer Tour fand in der Saison 1929 in England statt.

## Stadien
Die folgenden Stadien wurden für die Tour als Austragungsort vorgesehen:
| Stadion                  | Stadt        | Kapazität | Spiele       |
| ------------------------ | ------------ | --------- | ------------ |
| Sahara Stadium Kingsmead | Durban       | 25.000    | 3. & 5. Test |
| Wanderers Stadium        | Johannesburg | 34.000    | 1. & 4. Test |
| Newlands Cricket Ground  | Kapstadt     | 25.000    | 2. Test      |

## Kaderlisten
Die Mannschaften benannten die folgenden Kader:
| Test | Test |
| Südafrika | England |
| --- | --- |
| - Nummy Deane (K) - Jock Cameron (VK, wk) - Buster Nupen (VK) - Xen Balaskas - Sandy Bell - Bob Catterall - Jim Christy - John Cochran - Syd Curnow - Eric Dalton - Alf Hall - Quintin McMillan - Bruce Mitchell - Bob Newson - Neville Quinn - Jack Siedle - Herbie Taylor - Ken Viljoen - Cyril Vincent | - Percy Chapman (K) - Maurice Allom - George Duckworth (wk) - Bill Farrimond (wk) - Wally Hammond - Patsy Hendren - Harry Lee - Maurice Leyland - Ian Peebles - Maurice Tate - Maurice Turnbull - Bill Voce - Jack White - Bob Wyatt |

## Tour Matches
England bestritt während der Tour 12 Tour Matches.

## Tests

### Erster Test in Johannesburg
| 24. – 27. Dezember Scorecard | Johannesburg | Südafrika 126 (52.2) & 306 (95.2) | – | England 193 (68.1) & 211 (67.3) |
|                              |              | Südafrika gewinnt mit 28 Runs     |   |                                 |

England gewann den Münzwurf und entschied sich als Feldmannschaft zu beginnen.

### Zweiter Test in Kapstadt
| 1. – 4. Januar Scorecard | Kapstadt | Südafrika 513-8d (192) | – | England 350 (120.4) & 252 (124) (f/o) |
|                          |          | Remis                  |   |                                       |

Südafrika gewann den Münzwurf und entschied sich als Schlagmannschaft zu beginnen.

### Dritter Test in Durban
| 16. – 20. Januar Scorecard | Durban | Südafrika 177 (97.2) & 145-8 (70) | – | England 223-1d (82) |
|                            |        | Remis                             |   |                     |

Südafrika gewann den Münzwurf und entschied sich als Schlagmannschaft zu beginnen.

### Vierter Test in Johannesburg
| 13. – 17. Februar Scorecard | Johannesburg | England 442 (141.4) & 169-9d (51.1) | – | Südafrika 295 (137.5) & 280-7 (96) |
|                             |              | Remis                               |   |                                    |

England gewann den Münzwurf und entschied sich als Schlagmannschaft zu beginnen.

### Fünfter Test in Durban
| 21. – 25. Februar Scorecard | Durban | Südafrika 252 (130.4) & 219-7d (82) | – | England 230 (101.2) & 72-4 (14.1) |
|                             |        | Remis                               |   |                                   |

England gewann den Münzwurf und entschied sich als Feldmannschaft zu beginnen.